# Уильямс, Уэйн (убийца)
Уэйн Бертрам Уильямс — американский серийный убийца, который в 1982 году был обвинён в убийстве двух мужчин и приговорён к двум пожизненным заключениям. После приговора полиция Атланты заявила, что Уильямс имеет отношение к убийствам более 30 детей, подростков и молодых мужчин, совершённых в период с 1979 по май 1981 года и известных как «Убийства детей в Атланте». Несмотря на то, что в остальных убийствах его никогда не обвиняли, СМИ прозвали Уильямса «Монстром из Атланты». Его виновность даже спустя десятилетия ставится под сомнение и многими оспаривается. Сам Уэйн Уильямс по прошествии более 38 лет заключения продолжает настаивать на своей невиновности.

## Ранние годы
Уэйн Бертрам Уильямс родился 27 мая 1958 года в семье Гомера и Фэй Уильямс. Оба родителя были школьными учителями. Уэйн вырос в юго-западной части Атланты в благополучном районе Дикси-Хиллс, где проживал в основном средний класс. Он был единственным ребёнком в семье и родители поддерживали его во всех начинаниях. Отец Уэйна — Гомер Уильямс — был внештатным корреспондентом газеты The Atlanta Daily World, ориентированной в основном на чернокожее население города, и привил увлечение фотографией своему сыну. В возрасте 11 лет юный Уэйн вместе с одноклассниками купил радиочастотный генератор и собрал радиостанцию под названием WRAZ. К 1973 году его радиостанция покрывала расстояние в радиусе 1 мили от его дома, и Уэйн принял решение перевезти свою радиостанцию в офисное здание с целью заработать деньги, продавая рекламное время. Но из-за неопытности и ошибок в попытках руководить делами радиостанции этот проект заглох.
Уильямс учился в школе Frederick Douglass High School, которую окончил с отличием в 1976 году. Все, кто знал Уэйна в эти годы, отзывались о нём как о гении и вундеркинде. Учителя и директор школы называли его одним из лучших учеников, которых им приходилось обучать. Уэйн имел исключительные способности по математике, но был мало популярен в школе в силу вечной занятости.
После окончания школы Уэйн поступил в университет, но бросил его через год, т.к. потерял интерес к учёбе, заинтересовавшись миром музыки и шоу-бизнеса, решив попробовать себя в промоутерской деятельности. В это же время он покупает фото- и видеоаппаратуру, радиосканеры для прослушивания радиопереговоров полиции и работает внештатным корреспондентом, пытаясь затем продать отснятые фото- и видеоматериалы. Параллельно Уильямс пытался создать музыкальную группу под названием «Близнецы», которая, по его мнению, смогла бы затмить The Jackson 5, для этой цели Уэйн расклеивает листовки по всему городу в школах и общественных центрах, отыскивая таланты, но в конце концов никому из знакомых он так и не смог назвать имя хотя бы одного члена собранной им группы. Таким образом во всех своих начинаниях к 23 годам он так и не добился серьёзных успехов и финансовой самостоятельности.

## Арест
Впервые Уэйн Уильямс попал под внимание правоохранительных органов рано утром 22 мая 1981 года. За месяц до этого в реке недалеко от одного из мостов через реку Чаттахучи было выловлено тело 21-летнего Джимми Пэйна. Пэйн стал 27-й жертвой серийного убийцы и восьмым, тело которого неизвестный выбросил в реку. Рональд Рейган выделил из бюджета 1 500 000 долларов на расследование этого смертельного сериала, но расследование явно затянулось, и в мае ФБР решило организовать наблюдение за мостами, проходящими через реку. Автомобиль Уэйна Уильямса был остановлен после того, как появился и проехал через мост Jackson Parkway.
Офицер полиции Роберт Кэмпбелл утверждал, что автомобиль остановился на середине моста, после чего раздался шумный всплеск в реке от падения неизвестного предмета, брошенного через ограждение моста водителем машины. После получения сообщения от Кемпбелла полицейский патруль остановил машину Уильямса и задал ему несколько вопросов. Уильямс объяснил, что направлялся на встречу с девушкой по имени Шерил Джонсон, с которой у него якобы был запланирован разговор в 7 часов утра по поводу её музыкального прослушивания, назвал её адрес и показал её телефонный номер, однако проверив и удостоверившись, что по такому адресу никто не проживает, и такого номера не существует, полицейские  задержали Уильямса и отправили его  в участок. При поверхностном осмотре салона его автомобиля были найдены белый нейлоновый шнур, буксировочный трос, перчатки, фонарь и два бумажных пакета с одеждой.
Выслушав подозрения в свой адрес, Уильямс не пожелал объяснить, что он выбросил в реку, заявив, что дважды пересёк мост и единственную остановку во время движения сделал недалеко от моста возле магазина, чтобы сделать телефонный звонок. В конце концов, полиция, не сумев ничего инкриминировать Уильямсу, была вынуждена его отпустить. 24 мая 1981 года недалеко от моста Jackson Parkway из реки было выловлено обнажённое тело 27-летнего Натаниэля Кейтера, которого по версии следствия видели в последний раз вечером 21 мая. Полиция предположила, что последним, кто видел Кейтера живым, был Уэйн Уильямс, по версии следствия Уильямс убил Кейтера и сбросил его тело с моста в реку рано утром 22 мая. Полиция санкционировала обыск в доме Уильямса и в его автомобиле. Так как на многих убитых подростках были найдены ворсинки ковровых покрытий разного цвета и собачья шерсть, полиция в основном сконцентрировалась на взятии образцов шерсти немецкой овчарки Уэйна, а также образцов ворса из ковров, одеяла и обивки салона автомобиля Уильямса. В результате исследований следствие пришло к выводу, что Уильямс причастен ко многим убийствам, так как обнаружила, что ворсинки, найденные на трупах, соответствуют ворсу из ковров, одеяла и обивки салона машины. Собачья шерсть, обнаруженная на шести трупах, «соответствует» шерсти собаки Уильямса, а человеческие волосы, обнаруженные на теле убитого 13-летнего Патрика , имеют ту же структуру, что и волосы подозреваемого.
В июне 1981 года также нашёлся свидетель Роберт Генри, знакомый погибшего Кейтера, который заявил, что видел погибшего вечером 21 мая вместе с человеком, которого он позже идентифицировал как Уэйна Уильямса. На основании этих косвенных улик и не совсем достоверных показаний днём 21 июня Уэйн Уильямс был арестован и обвинён в убийстве Джимми Пэйна и Натаниэля Кейтера.

## Следствие
Оказавшись под стражей, Уильямс попал в центр внимания СМИ и начал раздавать десятки интервью, сообщая о себе противоречивую, а порой и лживую информацию. В то же время выяснилось, что по роду деятельности он мог быть знаком с некоторыми из жертв. Так выяснилось, что он хорошо знал 17-летнего Уильяма Баррета, убитого в начале мая 1981 года, который обладал музыкальным талантом, Уильямс бывал в его доме и был знаком с его матерью. Ещё одна жертва — 16-летний Патрик Роджерс, который был убит осенью 1980 года, был неплохим певцом и танцором. Знакомые Роджерса сообщили, что в последний день перед исчезновением Патрик собирался на встречу с чернокожим мужчиной для записи своих песен. Подозрения в адрес Уильямса усилились после того, как он в одном из интервью неосторожно признался, что, пытаясь найти одарённых исполнителей песен, прослушал в период с ноября 1980 по май 1981 года около 4000 детей. В июле появился свидетель — женщина, которая заявила, что в январе 1981 года Уэйн пытался затащить на прослушивание её 15-летнего сына, в связи с чем она даже сообщала в полицию, однако представители полиции отказались комментировать эти звонки, так и не пояснив, были ли подозрения в адрес Уильямса задолго до инцидента 22 мая.

## Суд
Судебный процесс над Уильямсом открылся 26 декабря 1981 года и изобиловал нарушениями процессуальных и юридических норм. Кроме того, ряд свидетелей обвинения давали порой противоречивую информацию. Основной доказательной базой послужили ворсинки, которые были найдены на трупах Пэйна и Кейтера, по результатам анализа которых осенью специалисты вынесли вердикт, что они совпадают с образцами ворса 9 ковров и одеял, взятых из дома Уильямса во время обыска в июне 1981 года. Кроме того, анализ показал, что такие же ворсинки и собачья шерсть присутствуют на теле ещё 10 жертв, но имевших лишь косвенное отношению к подозреваемому, так как в этих убийствах его не обвиняли.
Ряд друзей и знакомых погибших выступили в суде с показаниями против Уильямса. Так, Ладжин Лестер, приятель 15-летнего Джозефа Белла, который был убит в начале марта 1981 года, заявил, что в день исчезновения мальчика разговаривал с ним и видел, как он садился в машину, водителя которого он идентифицировал в суде как Уэйна Уильямса, родственники же погибшего мальчика сообщили, что после исчезновения Белла Ластер ничего не рассказывал ни о марке автомобиля, ни о внешности похитителя, так как ничего не видел. Свидетелем обвинения также выступил полицейский Роберт Кэмпбелл, который настаивал на том, что действительно слышал всплеск в реке от падения предмета в воду рано утром 22 мая, но напарник Кэмпбелла — дежуривший на другом конце моста, не был уверен в том, что машина подозреваемого останавливалась на середине моста.
Знакомая Уильямса, Ширан Блэкли, заявила на суде, что Уильямс в июне 1981 года за несколько дней до своего ареста якобы признался в том, что действительно выбросил с моста какой-то «мусор», а также поведал, что обладает знаниями по технике удушения человека. Ряд свидетелей дали показания, согласно которым Уильямс неоднократно плохо высказывался о чернокожих детях из социально-необеспеченных семей и демонстрировал ненависть по отношению к ним. Также один из соседей Уэйна заявил в суде, что в возрасте 23 лет Уэйн как минимум раз подрался со своим отцом, из чего обвинение сделало вывод, что Уильямс страдает приступами гнева и в порыве способен на злодеяния. В то же время возникли сомнения в установлении причин смерти Пэйна и Кейтера. По версии следствия оба мужчины были задушены, однако судмедэксперты установили, что в лёгких Джимми Пэйна была вода, это означало, что он мог утонуть, а Натаниэль Кейтер страдал сердечной недостаточностью, кроме этого, брат Кейтера на суде подтвердил тот факт, что погибший Натаниэль страдал алкогольной зависимостью, и его состоянием мог воспользоваться кто угодно.
16-летний парень, выступая на суде в качестве свидетеля обвинения, заявил, что Уильямс однажды предложил ему 20 долларов за то, чтобы он совершил с ним гомосексуальный акт. Джеймс Томпсон, подросток из штата Южная Каролина, увлекавшийся пением, заявил, что в мае 1981 года познакомился с Уэйном Уильямсом, который оплатил ему билет и привез его в Атланту, для того чтобы организовать музыкальное прослушивание. По свидетельствам подростка, Уильямс и один из его друзей во время разговора задавали ему вопросы сексуального характера и склоняли его к интимной близости. После того как Томпсон выразил отказ, Уильямс отвез на один из мостов, проходящих через реку Чаттахучи, где  медленно  переправил его через реку. По словам Томпсона, музыкального прослушивания не состоялось, а в компании с Уэйном Уильямсом находился молодой темнокожий мужчина, которого он впоследствии идентифицировал как Натаниэля Кейтера. В качестве свидетеля обвинения выступил также 80-летний житель Атланты, который заявил о том, что видел Уильямса совместно с другой жертвой  Джимми Рэем Пейном во время разговора с таксистом 22 апреля, за два дня до того, как Пейн будет объявлен пропавшим без вести. Свидетель рассказал, что на следующий день видел Уильямса на берегу реки Чаттахучи, где впоследствии будет обнаружено тело Пейна. 22-летний Билли Питтман, начинающий певец и автор текстов, заявил на суде, что отказался от сотрудничества с Уэйном Уильямсом после того, как убедился, что он в действительности не является музыкальным промоутером. Согласно свидетельствам Питтмана, весь процесс  музыкального прослушивания сводился лишь к разговорам и беседам, во время которых Уильямс пытался завоевать доверие собеседника и продолжить дальнейшее знакомство.  Еще один начинающий певец из Атланты по имени Джо Грэм также был вызван в суд в качестве свидетеля обвинения. На одном из судебных заседаний Грэм утверждал, что во время сотрудничества с Уэйном Уильямсом однажды побывал в его доме, где увидел несколько комплектов детской одежды на полу в его ванной комнате.
Уэйн Уильямс продолжал отрицать свою причастность к гибели мужчин и настаивал на своей невиновности. Он придерживался своей версии событий, произошедших утром 22 мая, согласно которым он не останавливался на мосту и, соответственно, ничего не мог выбросить, хотя на вечер 21 мая он так и не предоставил алиби.
Несмотря на массу противоречивых данных и несостыковок в этом судебном процессе 28 февраля 1982 года, жюри присяжных вынесло вердикт о виновности Уильямса в обоих убийствах, после чего судья приговорил его к двум пожизненным заключениям.

## В заключении
Оказавшись в тюрьме, Уильямс не стал мириться со своим положением и продолжил борьбу за своё освобождение. Так выяснилось, что ещё летом 1981 года по крайней мере трое друзей Натаниэля Кейтера заявили в полицию о том, что видели его живым и здоровым 23 мая 1981 года, тогда как по версии следствия он был мёртв уже утром 22 мая. Следствие не дало вовремя ознакомиться с этими показаниями защите Уильямса и эти свидетели не были вызваны в суд. Появление этих свидетелей, по мнению осуждённого, могло бы повлиять на вердикт присяжных. На основании этих фактов Уильямс подал апелляцию, которая была отклонена в 1983 году.
Впоследствии Уильямс неоднократно пытался добиться нового судебного разбирательства и отмены приговора, делал такие попытки в 1987 году и в 1991 году, когда его адвокаты собрали следственный материал, согласно которому к убийствам подростков причастны члены Ку-клукс-клана.
В 1998 году Уильямс снова подал апелляцию в Верховный суд, которая снова была отклонена. Так как судом ему не было запрещено подавать ходатайство на условно-досрочное освобождение, он подавал прошения несколько раз, но ему всегда было отказано. В 1990 году он был выпущен из тюрьмы на 5 часов под конвоем, для того чтобы посетить похороны матери. За годы заключения он заработал хорошую репутацию и получил образование в области теологии. В 2007 году Уильямс настоял на проведении ДНК-экспертизы волос собачьей шерсти, которые были обнаружены на нескольких трупах, и хотя результаты исследования не показали стопроцентный результат, но выявили, что овчарка Уильямса не может исключаться как источник волос шерсти.
В сентябре 2010 года была проведена ДНК-экспертиза человеческих волос, обнаруженных на теле одной из жертв — Патрика Бальтазара, которые по версии следствия мог оставить на теле ребёнка только убийца. Результаты экспертизы были признаны неубедительными, но показали высокую вероятность, что это были волосы Уэйна Уильямса, и не исключили его из числа подозреваемых. Мать погибшего даже спустя почти 30 лет после убийства сына верила в виновность Уэйна, в то время как последний не признал факт знакомства с мальчиком.
В апреле 2015 года Министерство юстиции США объявило, что по результатам расследования во всех судебных процессах, произошедших до 1999 года, в 96 % случаях обвинений по результатам анализа волос и ворса — доказательства были ложными или неубедительными. Основываясь на этих фактах, Уильямс заявил, что собирается подать новую апелляцию по своему делу, а в случае неудачи будет просить помилования у президента США. Некоторые скептики, такие как Джек Маллард — главный прокурор по расследованию дела Уильямса в 1981 году — уверен, что шансов у осуждённого очень мало, так как, по их мнению, доказательства по анализу волос и ворса сыграли незначительную роль в его осуждении, тем не менее даже спустя 34 года после ареста Уильямс продолжает настаивать на своей невиновности.
По состоянию на 2016 год Уэйн Уильямс отбывал своё наказание в тюрьме Тэлфэйр.
21 марта 2019 года мэр Атланты Кейша Лэнс Боттомс и начальник полиции Атланты Эрика Шилдс заявили о проведении повторного исследования и тестирования доказательств преступлений, которые были собраны полицией Атланты, окружной прокуратурой округа Фултон и Федеральным бюро расследований для установления виновности или непричастности Уильямса к совершению убийств других детей. На пресс-конференции мэр Боттомс заявила о том, что Уильямс по состоянию на 2019 год исчерпал все возможности для отмены приговора и назначения нового разбирательства, но повторное исследование будет проведено, несмотря на то, что многие улики, такие как пятна крови, образцы человеческих волос, собачьей шерсти, ковровых покрытий за прошедшие десятилетия пришли в негодность и не подлежат никакому из вида тестирований. В ноябре того же года Уэйн Уильямс в очередной раз подал запрос на условно-досрочное освобождение, но ему было отказано и запрещено подавать подобные ходатайства до ноября 2027 года.

## В массовой культуре
История жизни Уэйна Уильямса и события в Атланте стали объектом исследования для ряда авторов. После осуждения Уильямса были выпущены несколько книг о его биографии и о деле его осуждения. Помимо документальных фильмов, посвященных расследованию серийных убийств, в разные годы были сняты 2 мини-сериала
и один художественный фильм. В 2017 году на экраны вышел телесериал Охотник за разумом, основанный на документальной книге «Охотники за умами: ФБР против серийных убийств» Марка Олшейкера и Джона Дугласа. Сюжет второго сезона повествует о событиях 1979—81 годов, в том числе об убийствах детей в Атланте. Роль Уэйна Уильямса в телесериале исполнил Кристофер Ливингстон.